# Nike
Nike, tudi Nika (starogrško νίκη: nīke, latinsko Victoria),  je v grški mitologiji boginja zmage.
Nika, hči Titana Palanta in boginje Stiks, je v grško mitologijo stopila v pesnitvi Teogonija pesnika Hezioda. Nika je glasnica bogov, poosebitev zmage v bitki, na športnem in  glasbenem tekmovanju ter na sodišču. Po njej se imenuje francosko mesto Nica.
Upodobljajo jo kot krilato božjo glasnico z lovorjevim vencem in palmovo vejico. Ustreza rimski boginji Viktoriji.